# 岩手県道31号平泉厳美渓線
岩手県道31号平泉厳美渓線（いわてけんどう31ごう ひらいずみげんびけいせん）は、岩手県西磐井郡平泉町から一関市に至る県道（主要地方道）である。

## 概要

### 路線データ
- 実延長：8,558.8 m[1]
- 起点：西磐井郡平泉町[1]平泉字泉屋（岩手県道206号相川平泉線・岩手県道303号平泉停車場線終点）
- 終点：一関市厳美[1]町字滝ノ上（国道342号交点）

## 歴史
- 1959年（昭和34年）3月31日 - 平泉停車場厳美渓線として県道に認定される[2]。
- 1976年（昭和51年）10月1日 - 平泉厳美渓線として県道に認定される[1][3]。
- 1982年（昭和57年）4月1日 - 県道平泉厳美渓線が、平泉厳美渓線として建設省（現・国土交通省）から主要地方道の指定を受ける[4]。
- 1993年（平成5年）5月11日 - 建設省から、県道平泉厳美渓線が平泉厳美渓線として主要地方道に再指定される[5]。

## 地理

### 通過する自治体
- 西磐井郡平泉町
- 一関市

### 交差する道路
| 交差する道路                                      | 市町村名 | 市町村名 | 交差する場所   | 交差する場所   |
| ------------------------------------------------- | -------- | -------- | -------------- | -------------- |
| 岩手県道206号相川平泉線 岩手県道303号平泉停車場線 | 西磐井郡 | 平泉町   | 平泉字泉屋     | 起点           |
| 岩手県道300号三日町瀬原線                         | 西磐井郡 | 平泉町   | 平泉字志羅山   | 毛越寺口交差点 |
| 国道342号                                         | 一関市   | 一関市   | 厳美町字滝ノ上 | 終点           |

### 沿線
- JR東日本東北本線 平泉駅
- 平泉町立平泉小学校
- 平泉町立平泉中学校
- 一関市博物館
- 道の駅厳美渓